# Big Noyd Presents: The Co-Defendants, Volume 1
Albums de Big Noyd
The Stick Up Kid
(2006) Illustrious
(2008)
Big Noyd Presents: The Co-Defendants, Volume 1 est une compilation de Big Noyd, sortie le 24 avril 2007.

## Liste des titres
| No  | Titre                                                 | Durée |
| --- | ----------------------------------------------------- | ----- |
| 1.  | Infamous Chick (featuring G.O.D. Pt. III et Ty Nitty) | 3:08  |
| 2.  | N.Y. Shit (featuring Flame Killa et G.O.D. Pt. III)   | 3:54  |
| 3.  | That's My Style                                       | 2:21  |
| 4.  | Street Villain (featuring Ill Bill)                   | 3:14  |
| 5.  | Snitches                                              | 3:14  |
| 6.  | Get It Poppin'                                        | 2:31  |
| 7.  | Kill That There (featuring Prodigy)                   | 2:40  |
| 8.  | Off the Wall (featuring Havoc et Prodigy)             | 3:56  |
| 9.  | 4:20 (interprété par Infamous Mobb)                   | 6:40  |
| 10. | Capital Q (interprété par Infamous Mobb)              | 2:52  |
| 11. | How We Do (featuring Trez)                            | 2:38  |